# Francisco Regalado Rodríguez
Francisco Regalado Rodríguez (1 de maig de 1881-30 de desembre de 1958) va ser un militar espanyol que va participar en la revolta militar del 18 de juliol de 1936 contra la II República que va conduir a la Guerra Civil espanyola. Després de la guerra, va ser nomenat ministre de Marina per Franco en 1945.

## Biografia
La seva formació es va especialitzar en el comandament de submarins, on va arribar a ser tota una autoritat. En 1922 va participar, com comandant del submarí B-1 en l'evacuació de la població civil del penyal Vélez de la Gomera, durant la Guerra del Rif. De 1928 a 1930, com capità de corbeta, fou el primer comandant al comandament del submarí Isaac Peral (C-1). En esclatar la Guerra Civil es va incorporar al bàndol revoltat, transcorrent la seva activitat entorn del conflicte marítim. A la finalització de la guerra, va ser nomenat almirall.
Va ser nomenat per Franco ministre de Marina en 1945, en substitució de Salvador Moreno Fernández. Va ostentar el càrrec fins a 1951, en què Moreno Fernández va tornar a fer-se càrrec del ministeri. Després va ser nomenat Comandant General de la Flota, fins a 1952.

## Imputat per crims contra la humanitat i detenció il·legal
En 2008, va ser un dels trenta-cinc alts càrrecs del franquisme imputats per l'Audiència Nacional en el sumari instruït per Baltasar Garzón pels presumptes delictes de detenció il·legal i crims contra la humanitat que suposadament haurien estat comesos durant la Guerra civil espanyola i els primers anys del règim de Franco. El jutge va declarar extingida la responsabilitat criminal de Regalado quan va rebre constància fefaent de la seva defunció, esdevinguda més de seixanta anys abans. La instrucció de la causa va ser tan polèmica que Garzón va arribar a ser acusat de prevaricació, jutjat i absolt pel Tribunal Suprem.